# إيف سيمون (فيلسوف)
إيف سيمون (بالفرنسية: Yves Simon)‏ هو فيلسوف فرنسي، ولد في 14 مارس 1903 في شيربورغ في فرنسا، وتوفي في 1961 في ساوث بند في الولايات المتحدة.